# Voghera
Voghera este o comună din provincia Pavia, Italia. În 2011 avea o populație de 38,216 de locuitori.

## Demografie
Voghera - evoluția demografică

|  | Graficele sunt indisponibile din cauza unor probleme tehnice. Mai multe informații se găsesc la Phabricator și la wiki-ul MediaWiki. |

Date: Recensăminte sau birourile de statistică - grafică realizată de Wikipedia

## Personalități născute aici
- Rosa del Conte (1907 - 2011), filologă, membră de onoare a Academiei Române;
- Carlo Pavesi (1923 - 1995), scrimer;
- Nora Orlandi (1933 - 2025), muziciană;
- Francesco Fiori (n. 1953), politician, europarlamentar;
- Mauro Nespoli (n. 1987), arcaș.